# Paul Frommelt
Paul Frommelt (Schaan, 1957. augusztus 9. –) olimpiai bronzérmes liechtensteini alpesisíző.

## Világkupa-győzelmei
| Dátum             | Helyszín             | Szakág     |
| ----------------- | -------------------- | ---------- |
| 1979. január 15.  | Crans-Montana        | Műlesiklás |
| 1981. január 13.  | Oberstaufen          | Műlesiklás |
| 1986. január 19.  | Kitzbühel            | Műlesiklás |
| 1988. március 26. | Saalbach-Hinterglemm | Műlesiklás |

## Fordítás
Ez a szócikk részben vagy egészben  a   Paul Frommelt című német Wikipédia-szócikk fordításán alapul.  Az eredeti cikk szerkesztőit annak laptörténete sorolja fel. Ez a jelzés csupán a megfogalmazás eredetét és a szerzői jogokat jelzi, nem szolgál a cikkben szereplő információk forrásmegjelöléseként.